# Before Crisis: Final Fantasy VII
Before Crisis: Final Fantasy VII (jap. ビフォア クライシス -ファイナルファンタジーVII- Bifoa Kuraishisu -Fainaru Fantajī Sebun-) – japoński hack and slash wyprodukowany i wydany przez Square Enix w 2004. Jest to pierwsza gra stworzona przez tę firmę, dostępna wyłącznie na telefony komórkowe.
Before Crisis jest to prequel do wydanej w 1997 gry na Sony PlayStation – Final Fantasy VII.